# Глорія Єркович
Глорія Джин Єркович (1942 ) — американська захисниця прав жертв, яка заснувала організацію Child Find of America для запобігання та вирішення справ про викрадення дітей і пропалих безвісти дітей. У 1993 році Єркович увійшла до Національної зали жіночої слави за свій активізм.

## Життя та кар'єра
Глорія Єркович проживала в Нью-Полц у штаті Нью-Йорк, коли її 5-річну дочку Джоанну 20 грудня 1974 року викрав батько дівчинки, Франклін Пірс. Він повіз дівчину до Європи, а Єркович майже десять років намагалася знайти свою доньку. Мати з донькою возз'єдналися у 1984 році. У 1989 році Єркович подала до суду на Пірса.
Child Find був прототипом для Національного центру зниклих безвісти та експлуатованих дітей, а обізнаність, яку підвищили Єркович та інші активісти, призвело до прийняття Омнібусного Закону про захист жертв 1982 року та Закону про зниклих дітей. Єркович була присутня на підписанні закону на запрошення президента Рональда Рейгана.